# محوطه دیلمان خونن سر
محوطه دیلمان خونن سر مربوط به دوران پیش از تاریخ ایران باستان است و در شهرستان املش، بخش رانکوه، روستای بویه واقع شده و این اثر در تاریخ ۲ آبان ۱۳۸۲ با شمارهٔ ثبت ۱۰۶۱۵ به‌عنوان یکی از آثار ملی ایران به ثبت رسیده است.